# Leonurina
La leonurina è uno dei componenti chimici presenti nel genere di piante Leonurus.
È un alcaloide lievemente psicoattivo trovato nelle specie Leonotis nepetifolia, Leonurus japonicus, Leonurus cardiaca così come in altre piante della famiglia delle Lamiaceae. La leonurina si estrae facilmente in acqua. Ha effetti leggermente sedativi e rilassanti.